# Костешть (комуна, Вилча)
Костешть, Костешті (рум. Costești) — комуна у повіті Вилча в Румунії. До складу комуни входять такі села (дані про населення за 2002 рік):
- Бістріца (1040 осіб)
- Вератіч (467 осіб)
- Костешть (1556 осіб) — адміністративний центр комуни
- П'єтрень (636 осіб)

Комуна розташована на відстані 178 км на північний захід від Бухареста, 24 км на захід від Римніку-Вилчі, 93 км на північ від Крайови, 133 км на південний захід від Брашова.

## Населення
За даними перепису населення 2002 року у комуні проживали 3699 осіб.
Національний склад населення комуни:
| Національність | Кількість осіб | Відсоток |
| -------------- | -------------- | -------- |
| румуни         | 3693           | 99,8%    |
| угорці         | 1              | < 0,1%   |
| турки          | 1              | < 0,1%   |

Рідною мовою назвали:
| Мова      | Кількість осіб | Відсоток |
| --------- | -------------- | -------- |
| румунська | 3698           | > 99,9%  |
| угорська  | 1              | < 0,1%   |

Склад населення комуни за віросповіданням:
| Релігія                                       | Кількість осіб | Відсоток |
| --------------------------------------------- | -------------- | -------- |
| православні                                   | 3690           | 99,8%    |
| адвентисти                                    | 5              | 0,1%     |
| п'ятдесятники                                 | 1              | < 0,1%   |
| греко-католики                                | 1              | < 0,1%   |
| мусульмани                                    | 1              | < 0,1%   |
| лютерани (Синодально-пресвітеріанська церква) | 1              | < 0,1%   |

## Зовнішні посилання
- Дані про комуну Костешть на сайті Ghidul Primăriilor